# Castelo de Kishiwada
O Castelo de Kishiwada (em japonês 岸和田城 Kishiwada-jō), ou Castelo de Chikiri, é um castelo situado em Kishiwada, na província de Osaka, Japão.

## História
Construído por Hidemasa Koide em 1597, Nobukatsu, o governante de Okabe Mino, apossou-se do castelo em 1640, tendo a família Okabe mantido a sua posição por treze gerações (até à restauração Meiji). A torre principal do castelo foi destruída por um relâmpago em 1827, e reconstruída em 1954.
Atualmente as suas dependências são utilizadas como um museu.

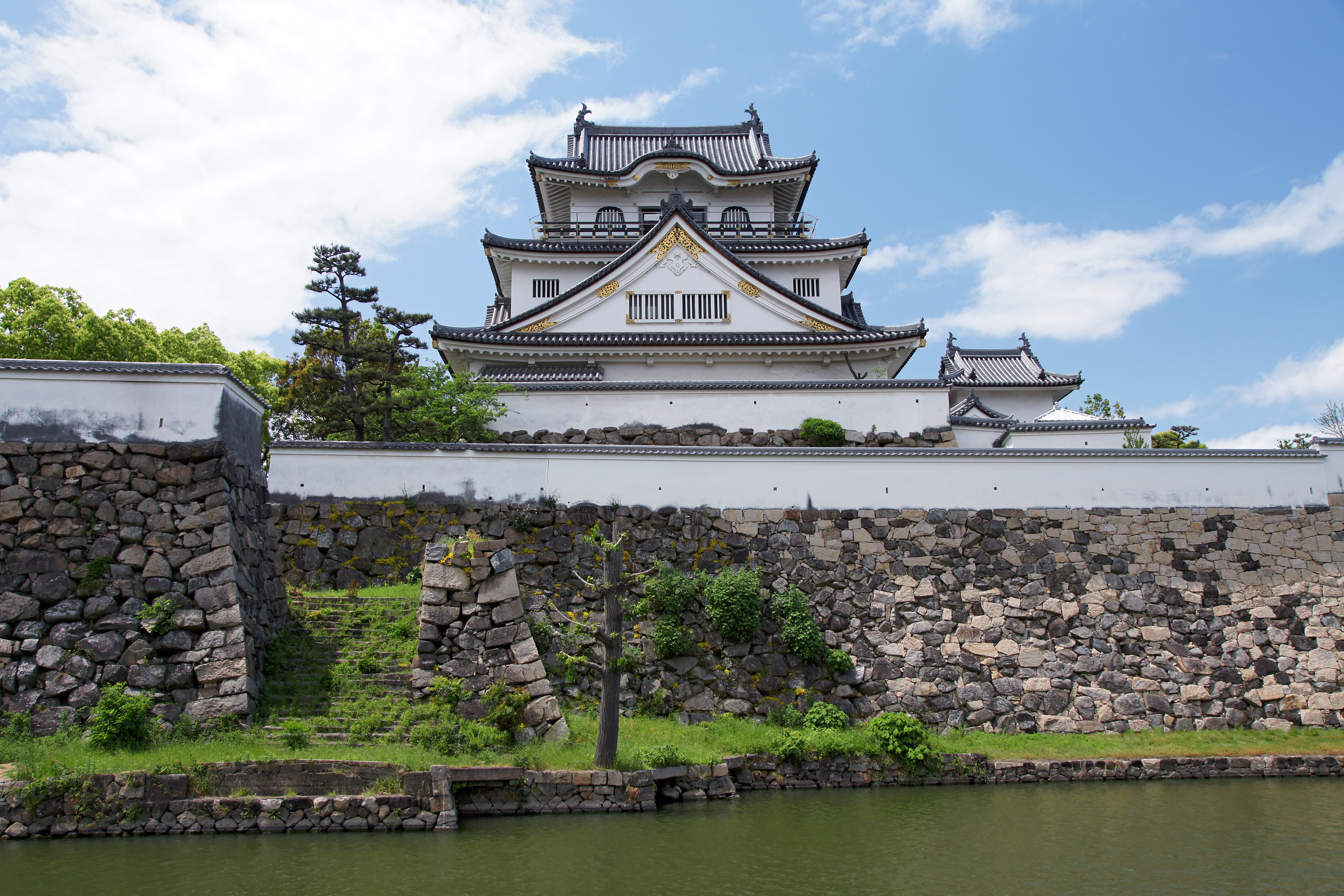
Tenshu